# Krasznoturanszki járás
A Krasznoturanszki járás (oroszul: Краснотуранский район) Oroszország egyik járása a Krasznojarszki határterületen. Székhelye Krasznoturanszk.

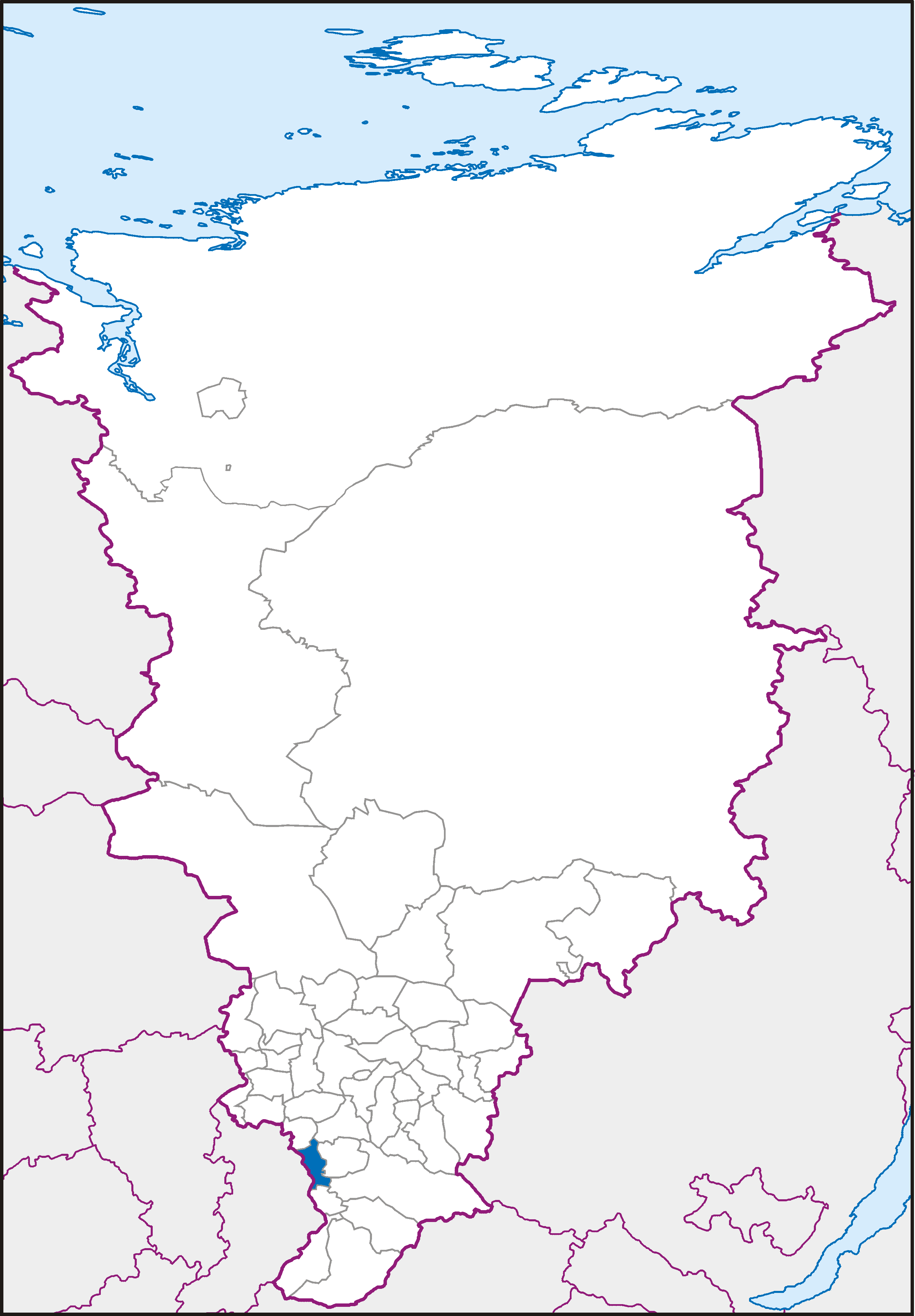
A Krasznoturanszki járás a Krasznojarszki határterületen

## Népesség
- 1989-ben 18 629 lakosa volt.
- 2002-ben 17 322 lakosa volt.
- 2010-ben 15 569 lakosa volt.